# روزماري باين
روزماري باين (بالإنجليزية: Rosemary Payne) هي منافسة ألعاب القوى بريطانية، ولدت في 19 مايو 1933 في Kelso, Scottish Borders ‏ في المملكة المتحدة.

## وصلات خارجية
- روزماري باين على موقع اللجنة الأولمبية الدولية (الإنجليزية)
- روزماري باين على موقع أوليمبيديا (الإنجليزية)
- روزماري باين على موقع اللجنة الأولمبية البريطانية (الإنجليزية)
- روزماري باين على موقع اتحاد ألعاب الكومنولث (مؤرشف) (الإنجليزية)